# Vacansoleil
 (janvier 2013).
Si vous disposez d'ouvrages ou d'articles de référence ou si vous connaissez des sites web de qualité traitant du thème abordé ici, merci de compléter l'article en donnant les références utiles à sa vérifiabilité et en les liant à la section « Notes et références ».
 (février 2018).

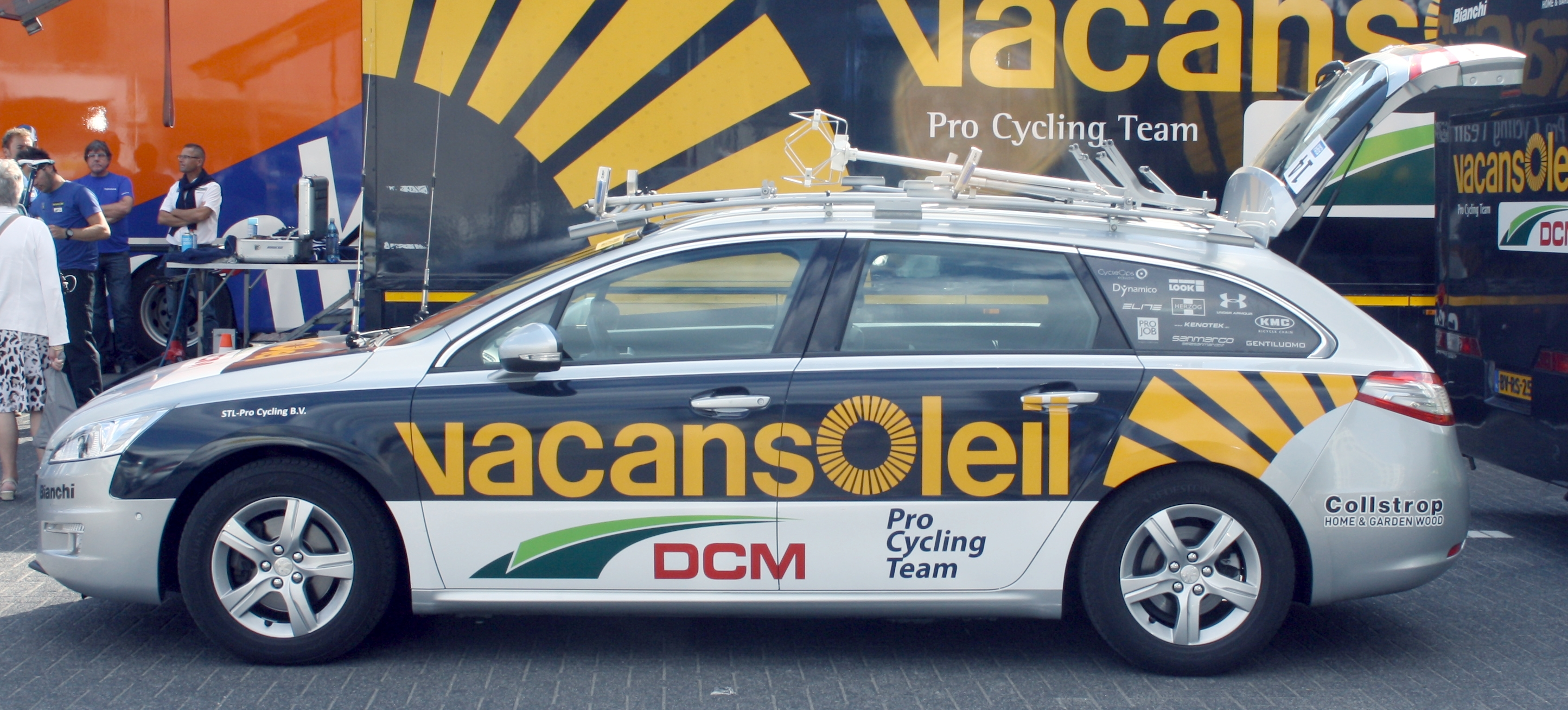
Sponsor : Vacansoleil-DCM

Vacansoleil - Camping & Vacances est une entreprise spécialisée dans le secteur de l'hôtellerie de plein air.

## Activité de l’entreprise
Créée en 1969 sur le marché des séjours en campings haut de gamme[Information douteuse], cette agence de voyages en ligne propose un panel de 500 campings dans 17 pays en Europe sur son site marchand. Vacansoleil propose à la location différents types d’hébergements en mobil-homes, en tentes équipées ou en emplacements nus sur les différents campings référencés.

## Collaborations et partenariats
Entre 2009 et 2013, Vacansoleil a été sponsor officiel de l’équipe cycliste professionnelle Vacansoleil-DCM qui a participé notamment à plusieurs reprises au Tour de France. De 2014 à 2017 la marque est devenue sponsor de l’équipe de football du LOSC Lille dans les Hauts-de-France. En 2021 Vacansoleil est devenu partenaire de Jumbo Visma. Entre 2011 et 2017, Vacansoleil a été partenaire de la série télévisée “Camping Paradis” sur TF1 dans le cadre d’un placement de produit (présence du logo et citation de la marque).

## Autres activités du groupe
La marque Iris Parc est une chaîne de campings en propre, qui se compose de quatre campings en France et d'un site au Luxembourg : Le Chêne Gris (en Seine-et-Marne), Le Château de Galaure (dans la Drôme), Le Grand Dague (en Dordogne), Le Ty Nadan (dans le Finistère) et Birkelt (dans le Mullerthal). En Mars 2021 tous les campings sont vendus. La marque European Leisure Support est un consultant et fournisseur de services de divertissement et d’animation pour les professionnels du secteur du tourisme et de l’hôtellerie en Europe.